# Fendi
Fendi é uma marca de moda de luxo italiana que produz peles, peças prêt-à-porter, artigos de couro, calçados, fragrâncias, óculos, relógios e acessórios. Fundada em Roma em 1925, a Fendi é conhecida por suas peles, acessórios em pele e artigos de couro. Desde 2001, a Fendi faz parte da divisão “Moda e Artigos de Couro” do grupo francês LVMH. Sua sede fica em Roma, no Palazzo della Civiltà Italiana.

## História

### Primeiros anos
A casa Fendi foi inaugurada em 1925 por Adele e Edoardo Fendi (1904-1954) como uma loja de peles e couros na Via del Plebiscito, em Roma.
Em 1932, Adele e Edoardo Fendi abriram uma boutique na via Piave; a loja se torna um dos destinos mais populares para turistas estrangeiros em Roma.
A partir de 1946, as cinco irmãs Paola, Anna, Franca, Carla e Alda ingressaram na empresa em sua segunda geração como uma empresa familiar, com 20% de participação cada uma. Paola assumiu o negócio de peles, Anna concentrou-se em couro, Franca se envolveu no relacionamento com clientes, Carla passou a ser a coordenadora dos negócios, e Alda assumiu o departamento de vendas. Karl Lagerfeld juntou-se à Fendi em 1965 e tornou-se o diretor criativo da coleção de peles e peças prêt-à-porter femininas da grife de luxo (lançada em 1977).
Em 1966, Lagerfeld criou o logotipo da empresa com o F duplo em uma versão quadrada que mais tarde será o tema de várias reinterpretações. Além disso a Fendi apresentou sua primeira coleção de alta-costura, expandindo sua participação nos Estados Unidos e no Japão.
Em 1969 foi lançada a primeira linha comercial de peles e, nos anos seguintes, cosméticos e acessórios masculinos.
Em 1977, a Fendi apresentou roupas pela primeira vez, com uma coleção prêt-à-porter.

### Anos 1980 e 1990
Na década de 1980, a Fendi expandiu sua atuação com perfumes (1985), óculos, jeans e artigos de decoração (1987).
Em 1989, a Fendi abriu a primeira boutique dos Estados Unidos em Nova York, na Quinta Avenida.
Em 1994, Paola Fendi passou a presidência da empresa para sua irmã mais nova, Carla. Silvia Venturini Fendi, filha de Anna, também ingressou na marca de moda em 1994 e desde então é diretora artística de acessórios e coestilista da linha feminina ao lado de Lagerfeld; em 1997, ela criou a bolsa Baguette, um modelo icônico que bate todos os recordes de vendas.

### Venda do controle acionário
A Fendi era uma empresa familiar até 1999, quando a Prada e a LVMH, o maior grupo de artigos de luxo do mundo, uniram forças para comprar 51% da Fendi por US$ 545 milhões; a concorrente Gucci perdeu no processo de licitação. Sob o acordo, a Prada e a LVMH foram obrigadas a adquirir qualquer um dos 49% da Fendi que as irmãs decidissem vender. A marca perdeu aproximadamente 20 milhões de euros em 2001 e novamente em 2002. Em 2002, a Prada concordou em vender sua participação de 25,5% para a LVMH por US$ 265 milhões. Em 2002, a LVMH adquiriu 15,9% adicionais. Carla Fendi, membro da família fundadora, continuou como presidente e proprietária minoritária até 2008.
Em 19 de outubro de 2007, a Fendi apresentou a coleção Primavera-Verão, com 88 modelos, na Grande Muralha da China, criando o primeiro desfile de moda no local.
Em 2009, Silvia Venturini Fendi criou a bolsa Peekaboo, alcançando um sucesso comparável ao da bolsa Baguette.
Em 2010, nasceu a marca Fendi Kids, que estreou com a primeira coleção para menores de 14 anos na Primavera/Verão 2011. No mesmo ano, a Fendi lançou outra nova fragrância, Fan di Fendi, antes de descontinuar todas as suas fragrâncias novamente em 2015.

### Anos 2010
Em 2014, a Fendi fez planos para usar drones para mostrar seu desfile. De 2013 a 2021, a empresa tinha um contrato de licenciamento de marca com a Safilo para o design, produção e distribuição mundial dos óculos Fendi.
Em 2015, a Fendi comemorou cinquenta anos de negócios com Karl Lagerfeld e organizou seu primeiro desfile de alta-costura dedicado às peles, Haute Fourrure, no Théâtre des Champs-Élysées em Paris. Mais tarde, a marca comemorou seus noventa anos com um desfile na Fontana di Trevi, em Roma e mudou sua sede para o Palazzo della Civiltà Italiana. A Fendi paga 2,8 milhões de euros por ano para ocupar o espaço. No local de seu histórico Palazzo Fendi do século XVII em Roma, a Fendi abriu um hotel e sua maior loja em 2016.
Em 2017, a Fendi lançou uma loja de personalização em parceria com a plataforma de comércio eletrônico Farfetch para bolsas sob encomenda.
Em 2018 Fila (empresa) e Fendi fizeram uma colab e desfilaram e lançaram coleção conjunta no Milan Fashion Week.

### Acontecimentos recentes
Em 2018, a Fendi ultrapassou a marca de 1 bilhão de euros (US$ 1,2 bilhão) em vendas anuais. Nesse momento, a marca tinha 3.000 funcionários em todo o mundo, incluindo cerca de 400 que trabalhavam em ateliês especializados em couro e peles na Itália. Ela também operava uma rede de 215 lojas.
Em setembro de 2020, o estilista inglês Kim Jones foi anunciado como diretor artístico da coleção feminina da Fendi, anteriormente ocupado por Lagerfeld.
Em 2021, a Fendi encerrou sua parceria com a Safilo e firmou um acordo com a Thelios, do grupo LVMH, para criar, produzir e distribuir sua coleção de óculos.
A Fendi Casa encerrou sua colaboração com a licenciada Luxury Living e fez parceria com a Design Holding, controlada em conjunto pela Investindustrial e pelo The Carlyle Group, para a criação do Fashion Furniture Design (FF Design) para produzir e distribuir produtos Fendi Casa.

## Diretores artísticos
Após a direção de Karl Lagerfeld em 2019 (1965-2019), Silvia Venturini Fendi assume as coleções masculina e feminina. A partir de setembro de 2020, a coleção feminina foi confiada a Kim Jones, estilista da coleção masculina da Dior, que é nomeado diretor artístico de alta-costura e moda feminina. Silvia Venturini continua como diretora artística de acessórios e moda masculina. A coleção de estreia de Jones foi a Outono/Inverno 2021/2022.
Em 2021, Delfina Delettrez Fendi, filha de Silvia Venturini Fendi, foi nomeada diretora artística de joias.

## Cinema
A Fendi sempre colaborou com o cinema, a marca desenhou os figurinos de Once upon a time in America, Evita e The Royal Tenenbaum.
Muitos diretores de cinema famosos dos anos 1970 escolheram peles Fendi para seus personagens: Luchino Visconti, Federico Fellini, Franco Zeffirelli e Mauro Bolognini. A Fendi também vestiu as divas do cinema: Sophia Loren, Diana Ross, Jacqueline Kennedy Onassis, Soraya e Liza Minnelli.

## Campanhas
O próprio Lagerfeld foi responsável por filmar as campanhas publicitárias da Fendi antes de sua morte. A empresa trabalhou, entre outros, com Nick Knight, Craig McDean e Steven Meisel.

## Filantropia
Em 2013, a Fendi prometeu mais de 2 milhões de euros para patrocinar projetos, incluindo a limpeza das Quattro Fontane e a restauração da Fontana di Trevi em Roma, e realizou o desfile do 90.º aniversário da empresa sobre a fonte usando um piso de acrílico. Em 2018, a Fendi assinou uma parceria com a Galleria Borghese para apoiar as exposições do museu pelos três anos seguintes. Em 2019, investiu 2,5 milhões de euros para restaurar o Templo de Vênus e Roma, quando realizou seu desfile de alta-costura no local.

Em 2021, a Fendi concluiu a restauração do Temple of Venus and Roma, que é o maior edifício da Roma antiga.